# Шасје
Шасје (фр. Chassieu) је насељено место у Француској у региону Рона-Алпи, у департману Рона.
По подацима из 2011. године у општини је живело 9735 становника, а густина насељености је износила 841,4 становника/km².

## Демографија
| 1962. | 1968. | 1975. | 1982. | 1990. | 2011. |
| ----- | ----- | ----- | ----- | ----- | ----- |
| 1.770 | 2.867 | 3.599 | 6.882 | 8.508 | 9.735 |